# Moonfall
Pour plus de détails, voir Fiche technique et Distribution.
Moonfall est un film de science-fiction américano-britannico-chinois coécrit, coproduit et réalisé par Roland Emmerich, sorti en 2022.
En 2011, les astronautes Brian Harper (Patrick Wilson), Jocinda Fowler (Halle Berry), et Alan Marcus sont attaqués par une force mystérieuse lors d'une mission spatiale, entraînant la mort de Marcus. Brian, tenu responsable, voit sa vie s'effondrer. Dix ans plus tard, Brian rencontre K.C. Houseman (John Bradley-West), un théoricien du complot qui affirme que la Lune a changé d'orbite et menace de s'écraser sur Terre. Jocinda, maintenant cadre à la NASA, découvre également ce danger. Ensemble, ils doivent surmonter leurs différends pour empêcher un cataclysme planétaire.

## Synopsis
Le 12 janvier 2011, les astronautes Brian Harper, Jocinda "Jo" Fowler, et le nouveau venu Alan Marcus sont en mission à bord de la navette spatiale pour réparer un satellite. Un essaim de nanomachines extraterrestres attaque la navette, tuant Alan et laissant Jo inconsciente, avant de s'enfoncer dans la surface de la Lune sur Mare Crisium. Brian, seul témoin de l'incident, parvient à ramener la navette endommagée sur Terre, mais son récit est rejeté et il est renvoyé de la NASA.
Dix ans plus tard, K.C. Houseman, un théoricien du complot convaincu que la Lune est une mégastructure artificielle, utilise secrètement un télescope de recherche. Il découvre que l'orbite de la Lune se rapproche dangereusement de la Terre et tente de prévenir Brian, désormais discrédité. La NASA détecte également l'anomalie, mais K.C. divulgue ses découvertes sur les réseaux sociaux, provoquant une panique mondiale. Jo, désormais directrice adjointe de la NASA, lance une mission avec une fusée SLS Block 1 pour enquêter. Le module spatial largue une sonde dans un puits artificiel de plusieurs kilomètres de profondeur apparu sur la Lune, mais le même essaim nanotechnologique attaque, tuant les trois astronautes en direct devant la NASA.
Alors que l'orbite lunaire se détériore, la Lune se rapproche de plus en plus de la Terre, provoquant des séismes et des perturbations gravitationnelles. Jo rencontre l'ancien responsable de la NASA, Holdenfield, qui révèle que Brian a été discrédité à cause d'une dissimulation de la NASA remontant à Apollo 11. Lors du premier alunissage, une coupure radio de deux minutes avait été planifiée pour cacher la présence de lumières pulsantes à la surface. Quelques mois plus tard, Apollo 12 a découvert que la Lune est creuse, et un dispositif militaire à impulsion électromagnétique (EMP), conçu pour détruire l'essaim, a été abandonné pour des raisons budgétaires.
Avec l'aide de son ex-mari, le général Doug Davidson, chef d'état-major de l'Air Force, Jo récupère l'EMP et fait sortir la navette spatiale Endeavour de son musée pour l'utiliser dans la nouvelle mission, visant à corriger l'orbite de la Lune et détruire la nuée. Brian, K.C. et Jo décollent, échappant de justesse à un tsunami qui ravage la base de Vandenberg.
Ils finissent par atteindre l'intérieur de la Lune, révélant une sphère de Dyson alimentée par une naine blanche en son centre. Le système d'intelligence artificielle de la sphère explique à Brian que des milliards d'années auparavant, des ancêtres technologiquement avancés des humains modernes ont été anéantis par des IA rebelles. Ils ont construit la Lune comme une arche interstellaire pour créer et ensemencer la vie sur Terre, mais une IA (sous forme d'essaim) a découvert la Lune et a commencé à siphonner son énergie, déstabilisant ainsi son orbite dans le but de faire d'une pierre deux coups, exterminer la race humaine, et détruire l'arche pour l'empêcher de recréer la vie organique.
Pendant ce temps, sur Terre, Sonny, le fils de Brian, Jimmy, le fils de Jo, et leur gouvernante Michelle essaient de rejoindre le bunker militaire de Doug dans les montagnes du Colorado. Ils retrouvent l'ex-femme de Brian et mère de Sonny, Brenda, son mari Tom, et leur famille. Après avoir survécu aux catastrophes provoquées par la proximité de la Lune et combattu d'autres survivants, le groupe trouve refuge dans un tunnel de montagne. Alors que la Lune arrache l'atmosphère locale, la plus jeune fille de Tom manque d'oxygène. Ce dernier, blessé, lui donne sa propre réserve d'oxygène et meurt asphyxié. Le président des États-Unis ordonne une frappe nucléaire sur la Lune, mais Doug refuse de suivre cet ordre. Peu après, des débris s'effondrent sur le bunker, tuant apparemment Doug.
L'essaim n'attaquant que la vie organique en présence d'une activité électronique, K.C. attire celui-ci loin de leur vaisseau spatial avec leur module lunaire, se sacrifiant pour déclencher l'EMP. Jo et Brian retournent sur Terre et retrouvent leurs familles, tandis que la Lune retrouve son orbite, mais sans sa croûte rocheuse. La conscience de K.C. est reconstituée par le système d'exploitation de la Lune, qui lui apparaît sous la forme de son chat, Fuzz Aldrin, et de sa mère, lui annonçant qu'ils doivent maintenant "commencer quelque chose de nouveau".

## Fiche technique
Sauf indication contraire, les informations mentionnées dans cette section peuvent être confirmées par les bases de données cinématographiques IMDb et Allociné,  présentes dans la section « Liens externes ».
- Titre original : Moonfall
- Réalisation : Roland Emmerich
- Scénario : Spenser Cohen, Roland Emmerich et Harald Kloser
- Musique : Thomas Wander
- Direction artistique : Vincent Aird, Renaud Chamberland, Carolyne de Bellefeuille, Marie-Soleil Dénommé, Mathieu Giguère et Félix Larivière-Charron
- Décors : Kirk M. Petruccelli
- Costumes : Mario Davignon	et Harlan Glenn
- Photographie : Robby Baumgartner
- Montage : Ryan Stevens Harris et Adam Wolfe
- Production : Roland Emmerich et Harald Kloser
  - Coproduction : Daniel Auclair
  - Production déléguée : Alastair Burlingham, Ute Emmerich, Carsten H.W. Lorenz, J. P. Pettinato, Gary Raskin, Marco Shepherd, Omar Soto, Karl Spoerri, Gina Maria Taylor et Viviana Vezzani
- Sociétés de production : Centropolis Entertainment, H. Brothers et Street Entertainment
- Sociétés de distribution : Lionsgate (États-Unis), China Film Group Corporation (Chine), Entertainment Film Distributors (Royaume-Uni), Metropolitan FilmExport (France)
- Budget : 150 millions de dollars[1]
- Pays de production :  États-Unis /  Royaume-Uni /  Chine
- Langue originale : anglais
- Format : couleur
- Genres : science-fiction, catastrophe, fantastique
- Durée : 130 minutes[2]
- Dates de sortie [3] :
  - États-Unis : 31 janvier 2022 (avant-première mondiale à Los Angeles)[4] ; 4 février 2022 (sortie nationale)
  - Royaume-Uni : 4 février 2022
  - France : 9 février 2022[5]
  - Chine continentale : 25 mars 2022[6]

## Distribution
Sauf indication contraire, les informations mentionnées dans cette section peuvent être confirmées par les bases de données cinématographiques IMDb et Allociné,  présentes dans la section « Liens externes ».
- Halle Berry (VF : Annie Milon) : Jocinda « Jo » Fowler, directrice adjointe de la NASA
- Patrick Wilson (VF : Alexis Victor) : Commandant Brian Harper, astronaute
- John Bradley-West (VF : Thierry D'Armor) : K. C. Houseman, théoricien du complot, mégastructuriste et Docteur autoproclamé
- Donald Sutherland (VF : Jean-Pierre Leroux) : Holdenfield, archiviste de la NASA
- Michael Peña (VF : Emmanuel Garijo) : Tom Lopez
- Charlie Plummer (VF : Brice Ournac) : Sonny Harper, fils de Brian
- Eme Ikwuakor (VF : Frantz Confiac) : Général Doug Davidson, chef d'état-major de l'US Air Force et ex-mari de Jocinda
- Maxim Roy : Sergent Gabriella Auclair
- Frank Schorpion (VF : Hervé Bellon) : Général Jenkins, Chef d'État-Major des armées
- Kelly Yu (en) (VF : Nastassja Girard) : Michelle, baby-sitter asiatique de Jimmy, le fils de Jocinda
- Carolina Bartczak (en) : Brenda Lopez, ex-épouse de Brian, mère de Sonny et épouse de Tom
- Kathleen Fee (en) (VF : Catherine Griffoni) : Elaine Houseman, mère de K. C.
- Stephen Bogaert (VF : Éric Herson-Macarel) : Albert Hutchings, ancien directeur de la NASA
- Josh Cruddas : Scrawny
- Chris Sandiford (VF : Baptiste Marc) : Mosley
- Andreas Apergis (VF : Fabien Jacquelin) : Lieutenant-Colonel Reed
- Frank Fiola : Alan Marcus, astronaute

## Production

### Genèse et développement
En mai 2019, alors qu'une suite à Independence Day: Resurgence (2016) était prévue, il est annoncé que Roland Emmerich développe un autre film de science-fiction, intitulé Moonfall. Il écrit le scénario avec Harald Kloser, son coscénariste de 2012 (2009), ainsi qu'avec Spenser Cohen.

### Attribution des rôles
En mai 2020, après Josh Gad, Halle Berry est annoncée dans l'un des rôles principaux,. En juin, la distribution se complète avec les arrivées de Patrick Wilson et Charlie Plummer. En octobre, Stanley Tucci, Donald Sutherland ou encore Eme Ikwuakor sont confirmés. Le Britannique John Bradley remplace par ailleurs Josh Gad, pris par d'autres projets,.
En janvier 2021, Michael Peña, Carolina Bartczak, Maxim Roy ou encore Stephen Bogaert rejoignent le film ; le premier remplace Stanley Tucci finalement indisponible en raison de restrictions de déplacements liées à la pandémie de Covid-19.

### Tournage
Initialement prévu au printemps 2020, le tournage a lieu à Montréal en octobre 2020,.
En décembre 2020, une première photo de tournage est dévoilée.

## Bande originale
Cette section ne cite pas suffisamment ses sources (février 2020).
- Toto : Africa

## Accueil

### Accueil critique
Le site Rotten Tomatoes donne une note de 31 % et le site Metacritic une note de 31/100,. En France, le site Allociné recense une moyenne des critiques presse de 2,2/5 pour 15 titres.
La presse est plutôt déçue par le résultat du blockbuster qui n'en aurait que le nom. Ainsi 20 Minutes et Le Parisien sont comblés par le film « non pas pour son réalisme » mais pour sa capacité prétentieuse à « tout casser », à l'image de ses précédentes réalisations. De même, Le Journal du dimanche considère que le film est « un divertissement totalement décomplexé, qui ne se préoccupe ni de cohérence ni de vraisemblance ». C'est pour les mêmes raisons qu'une partie de la critique se montre très déçue, avec Les Fiches du cinéma qui évoque un film « si laid vide et risible qu'il en devient presque fascinant » et Première qui trouve  « trop mollassonne » la partie se déroulant sur Terre et « trop absurde » celle dans l'espace.

### Box-office
Lors de son premier jour d'exploitation en France, le film se place en troisième position parmi les nouveautés avec 25 074 entrées, derrière le thriller policier Mort sur le Nil (39 799) et la comédie française Les Vedettes (36 680), et ce pour 614 copies d'exploitation ce qui est le plus grand nombre pour ces nouvelles sorties. Pour sa première semaine d'exploitation au box-office, le film se positionne à la 4e du classement avec 207 212 entrées. Il est derrière le long-métrage d'animation Vaillante et ses 323 764 entrées, et devant la comédie française Les Vedettes et ses 179 006 entrées.
| Pays ou région    | Box-office      | Date d'arrêt du box-office | Nombre de semaines |
| ----------------- | --------------- | -------------------------- | ------------------ |
| États-Unis Canada | 19 060 660 $    | 17 mars 2022               | 6                  |
| France            | 342 251 entrées | 29 mars 2022               | 7                  |
| Total mondial     | 44 345 119 $    | -                          | -                  |

## Analyse
Le film reprend d'une part le concept des forces de marées en lien avec la limite de Roche et d'autre part certaines théories conspirationnistes sur le programme Apollo et les concepts de planète creuse, de mégastructure et de sphère de Dyson.